# 227310 Scottkardel
227310 Scottkardel este o planetă minoră (asteroid) din centura de asteroizi. A fost descoperită pe 2 octombrie 2005 la Catalina Station⁠(d) de Catalina Sky Survey. 
Obiectul prezintă o orbită caracterizată de o semiaxă mare de 2,5460208975795 UAi, o excentricitate de 0,13605607814411, o înclinație de 14,700454013223 ° în raport cu ecliptica.